# Tadeusz Kurowski
Tadeusz Kurowski ps. Leszczyna (ur. 16 czerwca 1916 w Kurowie) – komendant obwodu Łuków Okręgu Lublin Batalionów Chłopskich.

## Życiorys
Urodził się jako syn Józefa i Marianny. Pracował zawodowo w rolnictwie. Po wybuchu II wojny światowej włączył się w działalność podziemną. Był komendantem Ludowej Straży Bezpieczeństwa w powiecie łukowskim oraz dowódcą Oddziału Specjalnego. Z czasem został komendantem obwodu Łuków Batalionów Chłopskich. Brał udział i dowodził wieloma akcjami bojowymi i sabotażowymi. Wielokrotnie przeprowadzał akcje przeciwko transportom na linii kolejowej Łuków-Szaniawy. Jego powojenne losy nie są znane.